# Vitalij Volkov
Vitalij Vladimirovič Volkov (in russo Виталий Владимирович Волков?; Mosca, 22 marzo 1981) è un ex calciatore russo, di ruolo centrocampista.

## Palmarès

### Club

#### Individuale
- Capocannoniere del Coppa Intertoto UEFA: 1

2007 (4 gol) a pari merito con Steffen Hofmann e Adékambi Olufadé